# Número de Jacobsthal
Em matemática os números de Jacobsthal são uma sequência de inteiros denominados em memória do matemático alemão Ernst Jacobsthal. Assim como os relacionados números de Finonacci, são um tipo específico de sequência de Lucas {\displaystyle U_{n}(P,Q)} para os quais P = 1 e Q = −2—e são definidos por uma relação de recorrência similar: em termos simples, a sequência inicia com 0 e 1, então cada número seguinte é encontrado o número antes dele a duas vezes o número antes deste. Os primeiros números de Jacobsthal são:
0, 1, 1, 3, 5, 11, 21, 43, 85, 171, 341, 683, 1365, 2731, 5461, 10923, 21845, 43691, 87381, 174763, 349525, … (sequência A001045 na OEIS)

## Números de Jacobsthal
Os números de Jacobsthal são definidos pela relação de recorrência:
{\displaystyle J_{n}={\begin{cases}0&{\mbox{se }}n=0;\\1&{\mbox{se }}n=1;\\J_{n-1}+2J_{n-2}&{\mbox{se }}n>1.\\\end{cases}}}
O próximo número de Jacobsthal é também dado pela fórmula de recorrência
{\displaystyle J_{n+1}=2J_{n}+(-1)^{n}\,,}
ou por
{\displaystyle J_{n+1}=2^{n}-J_{n}.\,}
O número de Jacobsthal em um ponto específico na sequência pode ser calculado diretamente usando a equação em forma fechada
{\displaystyle J_{n}={\frac {2^{n}-(-1)^{n}}{3}}.}
A função geradora para os números de Jacobsthal é
{\displaystyle {\frac {x}{(1+x)(1-2x)}}.}
A soma dos recíprocos dos números de Jacobsthal é aproximadamente 2,7186, ligeiramente maior que e.

## Números de Jacobsthal-Lucas
Os números de Jacobsthal-Lucas representam a sequência de Lucas complementar {\displaystyle V_{n}(1,-2)}. Eles satisfazem a mesma relação de recorrência que os números de Jacobsthal mas tem valores iniciais diferentes: 
{\displaystyle j_{n}={\begin{cases}2&{\mbox{se }}n=0;\\1&{\mbox{se }}n=1;\\j_{n-1}+2j_{n-2}&{\mbox{se }}n>1.\\\end{cases}}}
Os seguintes números de Jacobsthal-Lucas também satisfazem:
{\displaystyle j_{n+1}=2j_{n}-3(-1)^{n}.\,}
O número de Jacobsthal-Lucas em um ponto específico na sequência pode ser calculado diretamente usando a equação em forma fechada
{\displaystyle j_{n}=2^{n}+(-1)^{n}.\,}
Os primeiros números de Jacobsthal-Lucas são
2, 1, 5, 7, 17, 31, 65, 127, 257, 511, 1025, 2047, 4097, 8191, 16385, 32767, 65537, 131071, 262145, 524287, 1048577, … .